# Мазеппа (Альберта)
Мазеппа (англ. Mazeppa) — населённый пункт в канадской провинции Альберта. Расположен возле автомобильной дороги № 2, вблизи города High River. Возле населённого пункта находится газовый завод «Мазеппа».